# 野一色康博
野一色 康博（のいしき やすひろ）は、京都情報大学院大学の教授である。

## 略歴
- 立命館大学理工学士
- 元日本ＤＥＣ西日本第１システム本部Technology Consultant
- 元コンパックコンピュータ株式会社，元日本ヒューレットパッカード株式会社 システム統括本部Poject/Program Manager

## 主要な研究論文
- クラウド・コンピューティング ～ネットワークがコンピュータになる日～，NAIS Journal Vol.5，2010